# Erebia irene
Erebia irene är en fjärilsart som beskrevs av Jacob Hübner 1805. Erebia irene ingår i släktet Erebia och familjen praktfjärilar. Inga underarter finns listade i Catalogue of Life.